# Отворете, полиция
„Отворете, полиция“ (на френски: Les Ripoux) е френска комедия на режисьора Клод Зиди с участието на Филип Ноаре, която излиза на екран през 1984 година.

## Сюжет
Рене е корумпирано ченге, което свързва двата края като приема подкупи, подаръци и безплатни питиета от хората, които би трябва да вкарва в затвора. Когато партньорът му е заловен и пратен в затвора, Рене трябва да работи с новия си партньор Франсоа, млад полицай, който не одобрява методите му.

## В ролите
| Актьор           | Роля             |
| ---------------- | ---------------- |
| Филип Ноаре      | Рене Буарон      |
| Тиери Лермит     | Франсоа Лебюш    |
| Режин            | Симона           |
| Грас де Капитани | Наташа           |
| Жулиен Гийомар   | комисар Блоре    |
| Клод Бросе       | Видал            |
| Албер Симоно     | инспектор Леблан |

## Награди и номинации
- 1985 - Награда „Сезар“ за най-добър филм
- 1985 - Награда „Сезар“ за най-добър режисьор
- 1985 - Награда „Сезар“ за най-добър монтаж